# 史上最大戰爭
《史上最大戰爭》是1969年意大利和法國合作出品的一部戰爭片，敘述二戰時期北非戰場最激烈的阿拉曼戰役。

## 演員
- Claudio Borri元帥：Enrico Maria Salerno
- Giorgio Borri中尉：Frederick Stafford
- 埃爾溫·隆美爾元帥：羅伯特·侯賽因
- 伯納德·蒙哥馬利將軍：邁克爾·雷尼

## 外部連結
- 阿拉曼戰役(1969)

1. .   [2024-12-04]. （原始内容存档于2024-12-13）.